# We Are Tonight (песня)
«We Are Tonight» — песня американского кантри-певца и автора-исполнителя Билли Каррингтона, вышедшая 18 ноября 2013 года на лейбле Mercury Nashville в качестве второго сингла из его пятого студийного альбома We Are Tonight (2013). Песню написали Марк Бизон, Сэм Хант и Джош Осборн, а продюсером выступил Данн Хафф.
Песня стала восьмым хитом Каррингтона номер один в американском кантри-чарте Billboard Country Airplay. Она также заняла 12 и 60 места в чартах Hot Country Songs и Billboard Hot 100 соответственно. Песня получила золотой сертификат Американской ассоциации звукозаписывающей индустрии (RIAA), и по состоянию на август 2014 года в США было продано 455 000 копий. Аналогичного успеха песня добилась и в Канаде, заняв 17-е место в чарте Canada Country и 87-е место в чарте Canadian Hot 100.
Режиссером сопровождающего песню клипа выступила Кристин Барлоу. Один из авторов песни, Сэм Хант, записал акустическую версию трека для своего микстейпа Between the Pines в 2013 году.

## Отзывы
Песня получила положительную рецензию от Taste of Country, в которой говорилось, что «выразительный, проникновенный стиль Каррингтона позволяет заглавному треку с его нового альбома стать освежающей, гимнической песней для вечеринок, которая будет хорошо звучать и в трезвом состоянии». В статье также говорилось, что «резкие, описательные тексты добавляют красок каждому куплету, прежде чем мощный припев становится фирменным моментом песни».

## Музыкальное видео
Музыкальное видео было снято режиссером Кристин Барлоу и премьера состоялась в сентябре 2013 года. Он был снят на ярмарочной площади округа ДеКалб в городе Александрия, штат Теннесси.

## Коммерческий успех
Песня «We Are Tonight» дебютировала под номером 53 в американском кантри-чарте Billboard Country Airplay за неделю 7 декабря 2013 года. Она также дебютировала на 49-м месте в американском чарте Billboard Hot Country Songs за неделю 18 января 2014 года. По состоянию на август 2014 года в США было продано 455 000 копий песни.

## Чарты
| Чарт (2013—2014)                    | Высшая позиция |
| ----------------------------------- | -------------- |
| Канада (Billboard Canadian Hot 100) | 87             |
| Канада (Billboard Country)          | 17             |
| США (Billboard Hot 100)             | 60             |
| США (Billboard Country Airplay)     | 1              |
| США (Billboard Hot Country Songs)   | 12             |

| Чарт (2014)                       | Позиция |
| --------------------------------- | ------- |
| США Country Airplay (Billboard)   | 4       |
| США Hot Country Songs (Billboard) | 37      |

## Сертификации
| Регион     | Сертификация | Продажи |
| ---------- | ------------ | ------- |
| США (RIAA) | Платиновый   | 455,000 |